# Harald Huffmann
Harald Huffmann (* 3. Juni 1908 in Essen-Werden; † 20. Dezember 1992 ebenda) war ein deutscher Hockeyspieler.
Huffmann war Spieler des ETuF Essen und nahm im Jahr 1936 als Spielführer der deutschen Nationalmannschaft an den Olympischen Spielen in Berlin teil. Nach zwei Siegen, in der Vorrunde mit 6:0 gegen Dänemark und im Halbfinale mit 3:0 gegen die Niederlande, erreichte die Mannschaft das Finale, wo sie allerdings dem indischen Team deutlich mit 1:8 unterlag. Die olympische Silbermedaille blieb Huffmanns größter Erfolg in seiner Karriere, noch im Alter von 55 Jahren war er Kapitän des ersten Essener Hockeyteams von ETuF Essen.
Beruflich war Huffmann Betriebsleiter in seinem Heimatort Essen-Werden. Mit seiner Frau, die er 1947 heiratete, hatte er einen Sohn.
Er ist verwandt mit Johann-Friedrich Huffmann.